# Tobben
Tobben är en ö i Finland. Den ligger i Finska viken och i kommunen Sibbo i Helsingfors ekonomiska region i landskapet Nyland, i den södra delen av landet. Ön ligger omkring 14 kilometer öster om Helsingfors.
Öns area är 1,5 hektar och dess största längd är 200 meter i nord-sydlig riktning.